# 3120 Dangrania
3120 Dangrania (1979 RZ) là một tiểu hành tinh vành đai chính được phát hiện ngày 14 tháng 9 năm 1979 bởi Nikolai Chernykh ở Đài vật lý thiên văn Krym. Nó được đặt theo tên Daniil Granin, một nhà văn Nga.